# Guiana Britânica nos Jogos Olímpicos de Verão de 1960
A Guiana Britânica (atual Guiana) competiu nos Jogos Olímpicos de Verão de 1960 em Roma, Itália.

## Resultados por Evento

### Atletismo
200 metros masculino
- Clayton Glasgow

400 metros masculino
- Clayton Glasgow

800 metros masculino
- Ralph Gomes

5.000 metros masculino
- George De Peana

Salto em altura feminino
- Brenda Archer

### Boxe
Peso Meio-Pesado
- Carl Crawford